# Antropologia śmierci
Trwa dyskusja nad usunięciem tego artykułu, kliknij i weź w niej udział.

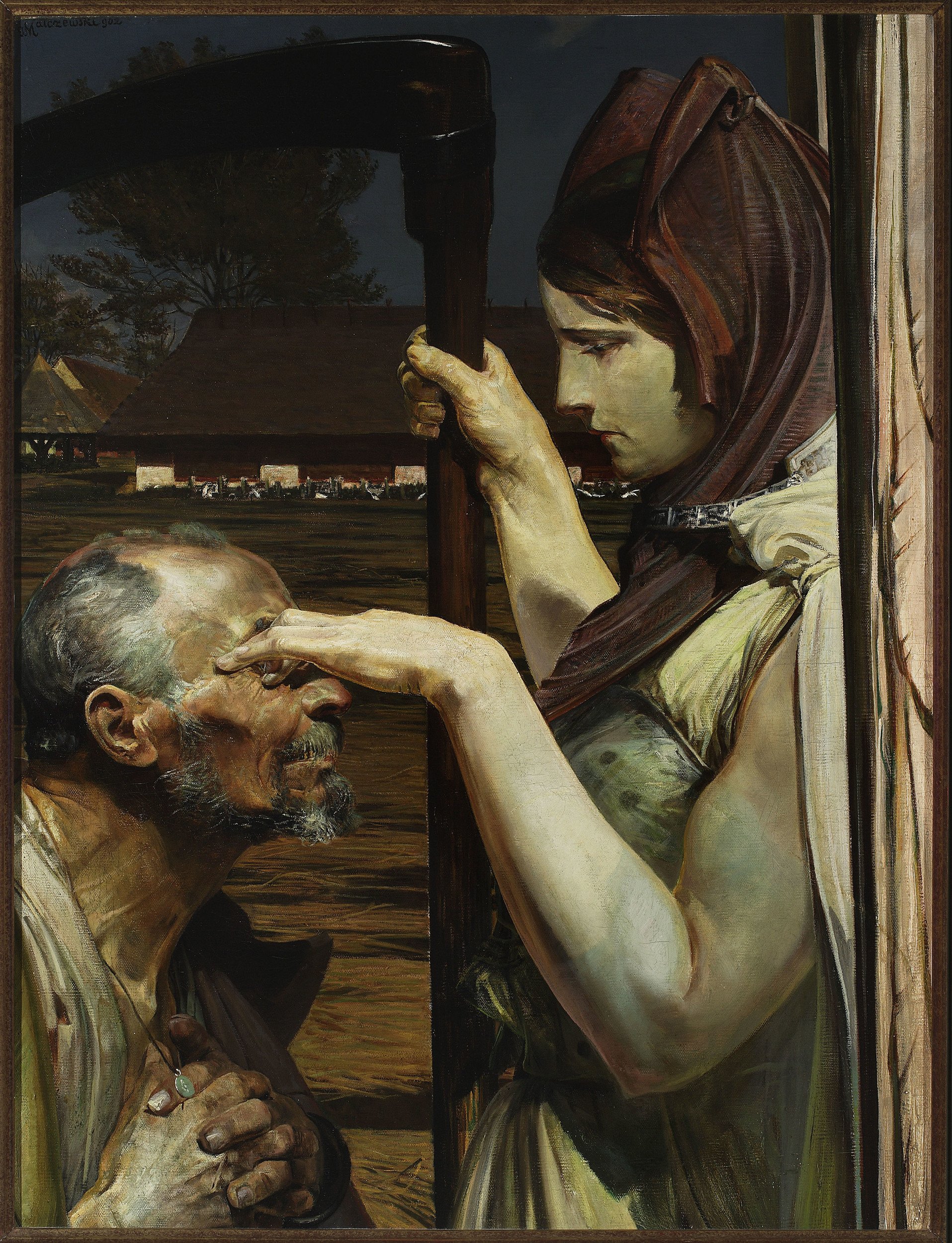
Jacek Malczewski, Śmierć, 1902

Antropologia śmierci – subdyscyplina antropologii zajmująca się tematyką śmierci, umierania i żałoby. Bada sposoby, w jaki społeczności ludzkie reagują na śmierć swoich członków. Odnosi się do dwóch głównych obszarów zainteresowań, na które wpływ miały badania socjologa Roberta Heartza. Pierwszy z nich dotyczy rytuałów pogrzebowych, żałoby i postaw żywych wobec zmarłych. Ta część antropologii śmierci bada to, jak uczynić śmierć „dobrą” dla jednostki lub społeczności. Drugim obszarem są materialne pozostałości, czyli zwłoki, ciało i jego reprezentacje, takie jak posągi, trofea (np. Tsantsa, czyli pomniejszone głowy Indian Jivaro), mumie, narządy oraz sposoby ich konserwacji. Antropologia śmierci postrzega śmierć nie tylko jako wydarzenie organiczne, ale także jako złożoność przekonań, emocji i działań.  

## Historia subdyscypliny
W 1984 roku w czasopiśmie „Annual Review of Anthropology” zostało opublikowane opracowanie o śmierci w antropologii. Jest to pierwszy tego typu przegląd literatury na ten temat. Zebrano liczne dotychczasowe wspomnienia o śmierci w literaturze antropologicznej. Jak zauważyli autorzy zestawienia, odniesienia do śmierci pojawiały się w antropologii już od początku istnienia tej dyscypliny. Duża część tekstów antropologicznych skupiała się na zwłokach i żałobie niż samym umieraniu. Wczesne teksty odnosiły się też do śmierci jako źródła religii i rozwoju kulturowego.
Za naukowy początek antropologii śmierci uznaje się dopiero opublikowany w 1955 roku esej Goeffreya Gorera The pornography of death. Autor opisuje, jak śmierć naturalna i rozkład stały się czymś, o czym się nie mówi, podobnie jak w XIX wieku nie mówiono o seksie i cielesności. Gorer zauważa, że ówczesna popkultura przedstawiała śmierć nagłą, tragiczną, z pominięciem naturalnych procesów z nią związanych.  
Antropologia śmierci w dużej mierze została ukształtowana przez francuską myśl socjologiczną oraz antropologiczną. Publikacja socjologa Émile’a Durkheima na temat samobójstw, która wskazuje wpływ czynników społecznych na samobójstwa, zapoczątkowała badanie społecznych aspektów śmierci. Wzorując się na niej oraz bazując na własnych badaniach, Robert Hertz doszedł do wniosków, które Daniel de Coppet podsumował w trzech punktach:  
1. Śmierć nie jest natychmiastową destrukcją życia jednostki.
2. Śmierć powinna być postrzegana jako wydarzenie społeczne, w czasie którego zmarły staje się przodkiem.
3. Śmierć jest formą inicjacji do społecznego życia pozagrobowego, co czyni ją formą odrodzenia[3].

Philippe Ariès zauważa cztery stałe elementy w relacji człowieka ze śmiercią: świadomość człowieka, obrona społeczeństwa przeciwko dzikiej naturze, wiara w życie pozagrobowe, wiara w istnienie złego ducha. Wyróżnia on pięć historycznych modeli śmierci:  
1. Śmierć oswojona jest śmiercią, która jest częścią codzienności i nie stanowi wyjątkowego wydarzenia w życiu jednostki. Uznawana jest za przejście do kolejnego etapu życia. Łączy się z silną wiarą w życie pozagrobowe. Model śmierci własnej i poszukiwanie drogi do „dobrej” śmierci dało początek nurtowi sztuki zwanemu ars moriendi (tzw. sztuka umierania).
2. Śmierć własna jest świadomością nadchodzącej śmierci i tego, że dotyczy ona każdego, w tym też nas samych. Wymagała od człowieka rozliczenia się ze swoim życiem i przygotowania.
3. Śmierć zdziczała to model, w którym śmierć zaczęła być postrzegana jako najbardziej dramatyczne wydarzenie w życiu człowieka, wydarzenie smutne, kończące historię jednostki. W konsekwencji śmierć została pozbawiona duchowego i religijnego wymiaru, dodała natomiast znaczenia życiu doczesnemu.
4. Śmierć ceremonialna to śmierć celebrowana. Skoro śmierć jest zakończeniem życia, to powinna ona być obchodzona wystawnie, godnie.
5. Śmierć zakwestionowana to etap racjonalizacji śmierci. Sprawy duchowe odchodzą na bok, głównym zmartwieniem umierającego są sprawy majątkowe, a strach przed umieraniem uznawany jest za myślenie zabobonne. Śmierć rozumiana była jako doświadczenie negatywne, dlatego powinna przebiegać szybko i bezboleśnie[7].

Perspektywy te ukazują sposoby myślenia o śmierci i ich transformację w ciągu wieków. Przyczyniały się do tego, jak tworzyły się i odbywały rytuały pogrzebowe i jak śmierć z wydarzenia społecznego przeobrażała w coś bardziej prywatnego. Jak zauważa Louis-Vincent Thomas, choć zwłoki nie są głównym zainteresowaniem antropologii, to jednak powinny być ważnym elementem tej nauki, gdyż człowiek zawsze miał i będzie miał do czynienia ze śmiercią.

## „Dobra” i „zła” śmierć
Właściwe przygotowanie i rozkład ciała często jest tym, co definiuje „dobrą” śmierć i czyni ją mniej niebezpieczną. W antropologicznych analizach „dobra” śmierć łączy się z porządkiem społecznym i właściwymi obrzędami pogrzebowymi.  
Rytuały pogrzebowe mają ogromne znaczenie dla człowieka. Niepowodzenie rytuału dla ludów pierwotnych oznaczało zaburzenie rozkładu, a tym samym uniemożliwienie integracji zmarłego ze społecznością przodków. Stąd w folklorze pojawiły się upiory, widma, wampiry, jako istoty, którym nie udało się przejść „na drugą stronę”. 
„Dobra” śmierć w Polsce na Kaszubach północnych oznacza śmierć spodziewaną, oczekiwaną, najlepiej we własnym domostwie. Podobnie w Stanach Zjednoczonych, gdzie „dobra” śmierć jest śmiercią we śnie, kiedy człowiek nie doświadcza cierpienia i nie jest świadomy procesu umierania. Ta sama śmierć z perspektywy muzułmańskiej nie jest pożądana. Człowiek przed śmiercią powinien być świadomy swego umierania i mieć możliwość kontemplacji nad końcem życia. 
Zadbanie o zwłoki i przygotowanie ich do obrzędów pogrzebowych jest często kluczowym aspektem tego jak wygląda „dobra” śmierć. Na Boreo ciało i dusza są ze sobą połączone. Nieodpowiednie zadbanie o ciało sprawia, że dusza postrzegana jest jako bezdomna, co budzi lęk. W czasie wybuchu pandemii eboli w Sierra Leone w latach 2014–2015 rodziny zmarłych miały zakaz kontaktu z ciałami zmarłych, co mocno uderzyło w tradycyjne wartości, religie i relacje z przodkami wśród Krio. W Andach, jeśli nie odprawiono odpowiednich rytuałów lub zostały one przerwane, mówi się o mala muerte, czyli „złej” śmierci. Dotyczy to często osób, które umarły nagle w wyniku morderstwa, wypadku lub samobójstwa. Dusza zmarłego znajduje się wówczas w zawieszeniu i staje się saqra – nie określonym bytem bez ciała, który może pojawiać się w formie wiatru lub wchodzić w zwierzęta, żywić się duszami ludzi i powodować nieszczęścia, takie jak nieurodzaj, choroby lub śmierć. By przeprowadzić rytuał przejścia dla takiej duszy, rodzina przynosi rzeczy zmarłego na miejsce jego śmierci w celu „zebrania” duszy do grobu.  
W polskich przekazach ludowych przedłużający się proces umierania może wskazywać, że zmarły ma coś na sumieniu. W tym wypadku umierający musiał przeprosić za wyrządzone za życia krzywdy. Uzyskanie wybaczenia jest kluczowe dla spokoju duszy. Nie każdy jednak na wybaczenie zasługiwał. Podobnie jak wśród ludów andyjskich, i na terenach polskich śmierć gwałtowna, czy to w wyniku samobójstwa, czy morderstwa wiązała się z konsekwencjami dla duszy. Samobójcy, w tym też kobiety w ciąży, które targnęły się na własne życie, mogły pozostać na świecie pod postaci topielców, a nienarodzone dzieci jako utopce. Osoby, których śmierć uważana była za nienaturalną, nie mogły zaznać spokoju i dręczyły swoją obecnością żywych. Objawiały się pod postacią dźwiękową (bezprzyczynowe jęki, szurania, człapania) lub wizualną (zjawiska świetlne, np. błędne ogniki). Określano je jako duchy czy zjawy. Starano się tym duszom pomóc poprzez odprawianie mszy świętych w ich intencji. Wierzono, że dusza stara się być zauważona przez żywych, gdyż tylko za ich pośrednictwem może uzyskać spokój. 

## Sposoby obchodzenia się z ciałem po śmierci
W grobach sprzed ok. 40 tysięcy lat znalezionych w jaskiniach na górze Karmel czy Chapelle-aux-Saints archeolodzy odnaleźli ślady rytuałów pogrzebowych: występują tam zwłoki złożone w pozycji płodowej, kości pomalowane ochrą. W grobie irackim z podobnego czasu odnaleziono pyłek wskazujący na użycie kwiatów. Zawody związane ze śmiercią wywodzą się już ze starożytności. W Rzymie liminiarze obmywali ciała i dostarczali śpiewaków, płaczek, muzykantów i gladiatorów. W Egipcie głównymi specjalistami byli balsamiści. Ich obowiązki był przekazywane z ojca na syna i, choć nie cieszyli się szacunkiem, w czasie pracy nad ciałem wywyższani byli do rangi bogów – mistrz ceremonii odgrywał rolę Anubisa – boga, który w mitologii egipskiej balsamuje Ozyrysa. W Chinach wzywano geomantów, by określili miejsce pochówku, producentów trumien, komediantów, pirotechników i rzemieślników, którzy sporządzali tablice umarłych i papierowe lalki. 

### Konserwacja
Według przekazów toaleta zmarłych wskazuje na troskę o ochronę ciała. Ma swoje znaczenie symboliczne – poprzez obmycie ciała, obmywa się je z nieczystości. Antropolodzy i historycy znają wiele przykładów praktyk konserwacyjnych, mniej i bardziej skutecznych dla samej konserwacji. W społeczeństwach archaicznych i starożytnych powszechne było używanie oleju roślinnego i substancji zapachowych oraz później także miodu i wosku. W Tybecie, Gwinei, Papui i na północy Australii wysuszano ciało na słońcu lub przy użyciu ognia. W Indonezji i niektórych regionach Afryki stosuje się odymianie. 
Sposoby świadomej konserwacji ciała to tanatopraksja – zabieg polegający na zabezpieczaniu ciała zmarłego przed rozkładem i przywróceniu mu naturalnego wyglądu – mumifikacja, kriogenizacja. 
Mumifikacja implikuje wiarę w życie wieczne. Ma na celu zachowanie ciała w idealnym stanie. Zgodnie z mitem, zmarły powtórnie się narodzi, kiedy jego zasada życiowa wcieli się w nieskazitelne ciało. Pierwsze znane mumie pochodzą z ok. 2500 roku p.n.e. z Egiptu. Mumifikacji poddawano tylko członków rodziny królewskiej, gdyż proces ten zapewniał identyfikacje z bogiem Ozyrysem. Prawdopodobnie związek między nieśmiertelnością i konserwacją powstał tam już ok. 500 lat wcześniej. Konserwacja ta następowała poprzez odwodnienie ciała i grzebania go w piaskach pustyni. Najbardziej znane mumie to mumie egipskie, ale nie była to jedyna kultura, która mumifikowała zmarłych. Wśród Inków mumie władców były mediatorami między światem ludzi a duchów. Pomagały zapewnić równowagę i urodzaj oraz uczestniczyły w życiu społecznym i politycznym, zachowywały prawo do ziemi, karmiono je i obmywano jak żywych. Według inkaskich wierzeń zasada życiowa (aya) pozostaje we wszystkich częściach ciała, więc aby duch zmarłego mógł powrócić jako swój potomek, istotne jest zapobiegnięcie gniciu ciała.  
Kriogenizacja dąży do przedłużenia biologicznego procesu umierania. Według amerykańskiego profesora C.W. Ettingera (Czy człowiek jest nieśmiertelny?, 1964) jeśli natychmiast po śmierci klinicznej przeszkodzi się rozpadowi komórek, to w przyszłości będzie można je reanimować i wyleczyć z chorób i starości. Tak powstał pomysł utrzymywania ciała zmarłego w niskiej temperaturze, aby tam „przeczekało” na postęp technologii i medycyny. Pierwsze doświadczenie zamrożenia przeprowadzono w 1967 roku na profesorze psychologii Jamesie Bedfordzie. Od tamtej pory zabiegowi temu zostało poddane więcej ciał, wśród nich jest ciało Walta Disneya. Wstępnie zaproponowany czas odmrożenia to rok 2100. Kriogenizacja uważana jest raczej za technikę konserwacyjną, a nie rytuał pogrzebowy. 

## Medykalizacja śmierci
W XX i XXI wieku śmierć zaczęła być ukrywana. Zaczęto postrzegać ją jako wydarzenie nieestetyczne. Ludzie chorzy często swoje ostatnie chwile spędzają w szpitalach, hospicjach. Ludzi starszych „ukrywa się” w domach spokojnej starości. Rozwój medycyny i technologii mocno wpłynął na proces umierania i społeczny aspekt śmierci. Współcześnie w Polsce za przygotowanie do pogrzebu głównie odpowiadają zakłady pogrzebowe, rodzina ma mniejszy udział w tym procesie.  
Rozpoznawane są trzy medyczne definicje śmierci:  
1. Śmierć kliniczna, gdy ustaje spontaniczne oddychanie i bicie serca,
2. Śmierć mózgowa, gdy ustają czynności mózgu,
3. Śmierć komórkowa, gdy ustają czynności organizmu i następuje degeneracja organów[7].

Od początku XXI wieku dyskusja na temat definicji śmierci mózgu jest stale podejmowana w mediach. Dostępnym definicjom zarzuca się niedokładność i zbyt duże ukierunkowanie na transplantacje organów. Antropolodzy zaczęli się interesować fenomenem śmierci mózgowej wraz ze wzrostem zainteresowania kwestią transplantacji. Poszerzająca się wiedza medyczna wykazała, że komórki nie umierają jednocześnie, co oznacza, że pewne elementy organizmu mogą nadal działać, nawet jeśli reszta obumarła. Przyniosło to pytania na temat definicji śmierci i kiedy właściwie człowiek umiera. W 1968 roku komisja z Uniwersytetu Harvardzkiego oświadczyła, że nieodwracalna śpiączka jest nowym kryterium śmierci człowieka. Mimo medycznego i naukowego rozpoznania śmierci mózgowej, niektóre kręgi kulturowe nie uznaje jej jako prawomocnej śmierci człowieka lub odrzucają ją całkowicie. 